# Fotografie v Nigérii

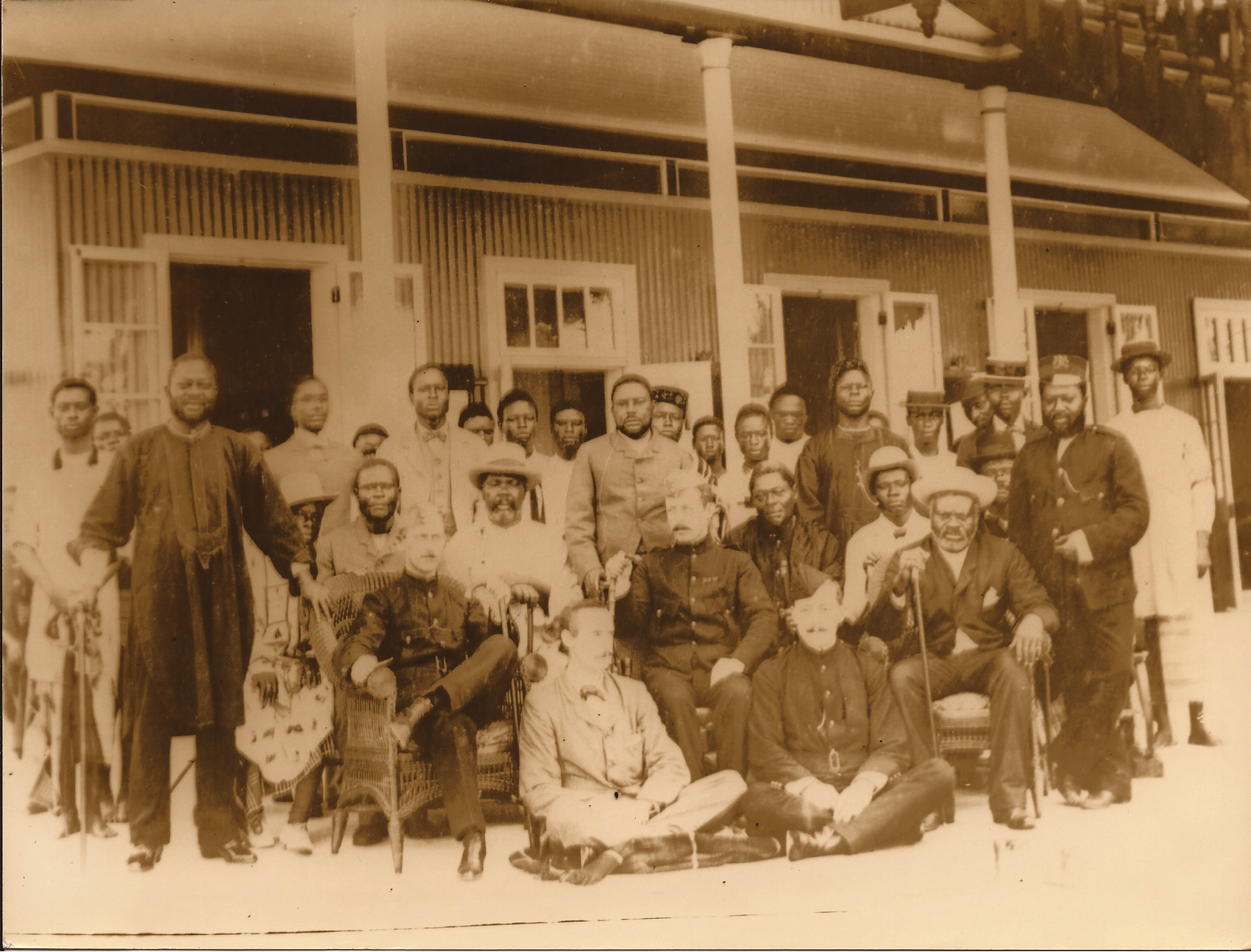
Neznámý autor: Skupinová fotografie, pobřeží Biafra, Benin, 1896

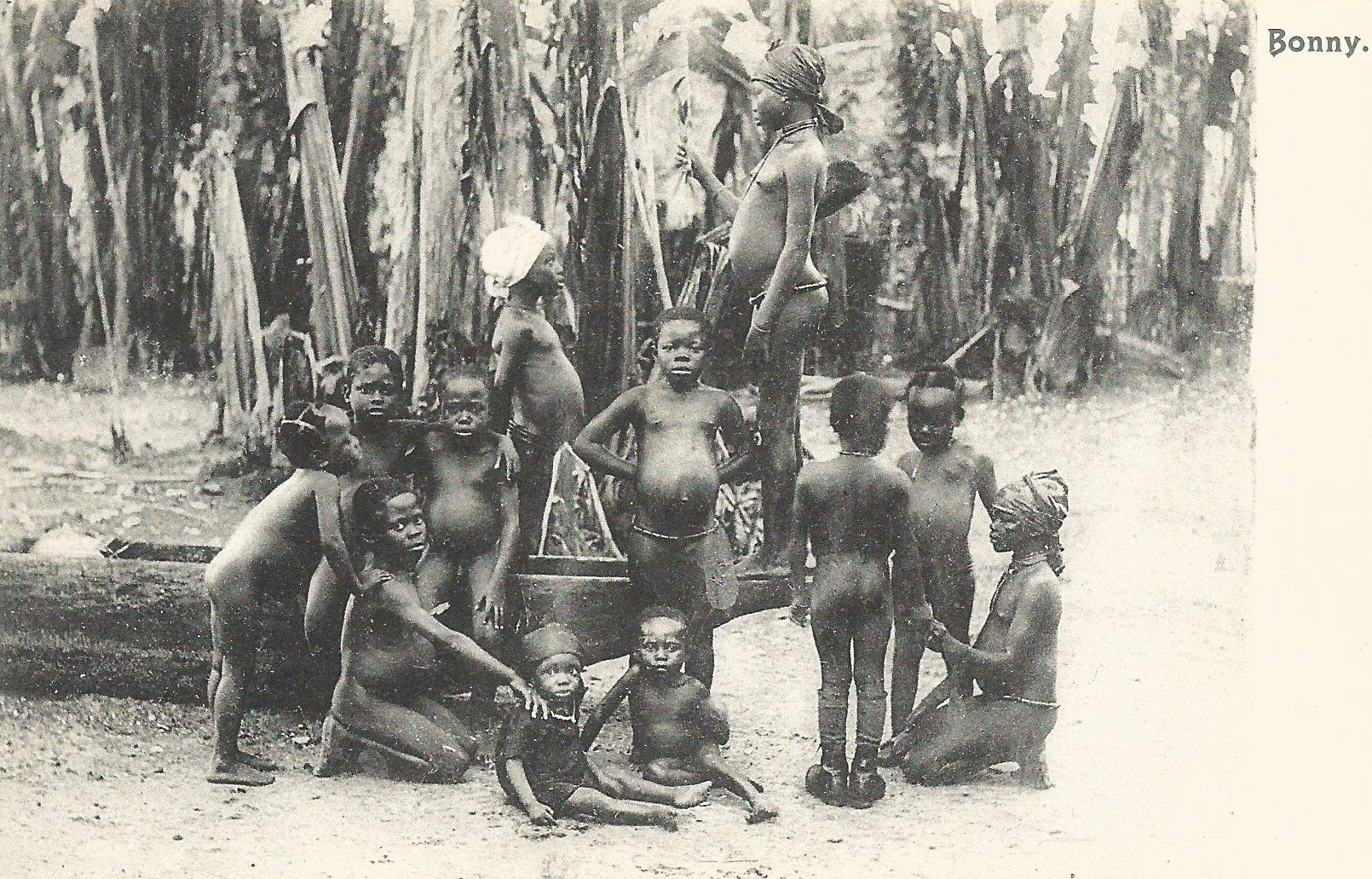
Neznámý autor: Ostrov Bonny, skupina dětí, pohlednice, konec 19. stol.

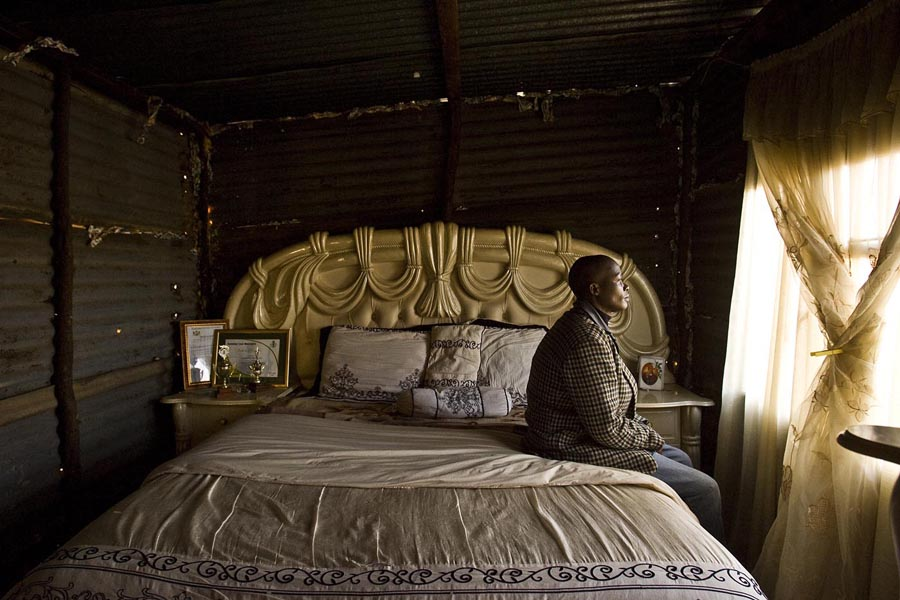
Andrew Esiebo: Fotografie z cyklu Living Positive, která sleduje černošskou lesbičku s HIV Thoko Ngubeni v jejím boji proti všem druhům diskriminace a stigmatizace, 2010, Thoko Ngubeni ve své ložnici ve svém domě ve městě Mpumalanga. Její dům slouží jako útočiště pro ženy, které se staly obětí sexuální orientace nebo statusu HIV/AIDS. Thoko je zpěvačka, lesbička a HIV pozitivní aktivistka, která pracuje jako sociální pracovnice ve svém městě

Fotografie v Nigérii začala jako profese na konci devatenáctého století a přitahovala odborníky a umělce z celé západní Afriky. Profesionální prestiž připisovaná fotografii v Nigérii vedla k tomu, že tato země byla charakterizována jako „fotografický gigant“ v regionu.

## Éra fotografických ateliérů
Daniel West (1815–1857), metodistický pastor z Británie putující po misijních sborech v západní Africe, zjevně pořídil v roce 1856 daguerrotypie v Abeokutě a Lagosu, i když se dochovaly pouze rytiny. Od roku 1880 existovala v Lagosu profesionální fotografická studia, často provozovaná obyvateli Sierry Leone, Liberijci nebo Brazilci žijícími v Nigérii. Od 90. let 19. století až do roku 1910 byl „předním lagoským fotografem“ Neils Walwin Holm, narozený na Zlatonosném pobřeží. Mezi další nigerijské fotografické průkopníky patřili H. S. Freeman (aktivní 1925), Emmanuel Rockson, Alfred Mamattah a George Da Costa (1853–1929). Mimo Lagos studoval fotografii Jonathan Adagogo Green (1873–1905) v Sierra Leone, než se vrátil domů a založil si studio ve městě Bonny.
Ve 20. a 30. letech 20. století Kriolští křesťanští misionáři povzbuzovali šíření fotografie v Nigérii. Ve třicátých letech se náčelník Solomon Osagie Alonge stal prvním oficiálním fotografem královského dvora v Benin City. Národní asociace profesionálních fotografů (NPPA) byla založena v roce 1947. V 50. a 60. letech 20. století tato profese zaznamenala boom, s prominentními fotografy jako Jackie Philips, Billyrose a Sunmi Smart-Cole. Peter Obe (1932–2013), fotoreportér deníku Daily Times, se proslavil svým zpravodajstvím o občanské válce v Biafranu.
Nástup barevné fotografie v 70. letech zpočátku podporovala malá studia. V 80. letech však velké průmyslové společnosti, jako je Agfa, založily vlastní řetězce laboratoří na vyvolávání a tisk fotografií. Profesionální studia ztratila půdu pod nohama ve prospěch fotografů „na volné noze“, i když si nigerijská diaspora udržela reputaci fotografické dokonalosti v Ghaně, Nigeru, Pobřeží slonoviny a Kamerunu.

## Fotografování v Nigérii dnes
Jorubské fotografické tradice nadále vzkvétají a na Alaba International Market a na ostrově Lagos existuje celá řada obchodů prodávajících fotografické vybavení.
Yaba College of Technology v Lagosu a Nigerijský institut žurnalistiky v Ibadanu poskytují školení v oblasti fotožurnalistiky. Deník The Guardian zaměstnává tucet placených fotoreportérů, kteří spolu se svými zprávami pořizují fotografie. Existují doložené zprávy o tom, že někteří fotoreportéři v Nigérii utrpěli fyzické útoky. Přesto si v zemi nadále udržují významné renomé. Terra Kulture uspořádala v roce 2019 retrospektivní výstavu práce zkušeného fotožurnalisty Sunmiho Smart-Colea. Smrt fotožurnalisty z Guardian Najeema Raheema v roce 2021 hluboce zarmoutila velké množství kolegů.

## Ženy v nigérijské fotografii
Mezi fotografky, které se v Nigérii narodily nebo jejichž díla jsou s touto zemí úzce spojena patří následujcí osobnosti: Fati Abubakarová, Jenevieve Akenová, Lola Akinmade Åkerströmová, Aisha Augie-Kuta, Nora Awolowo, Yetunde Ayeni-Babaeko, Yemi Disu, Sokari Ekine, Yagazie Emezi, Rahima Gambo, Emily Nkanga, Amarachi Nwosu, Adéọlá Ọlágúnjú, Ifeoma Onyefulu, Janet Orilua, Taiye Selasi, TY Bello nebo Toni Tones.

## Výstavy
Od roku 2010 se pravidelně každým rokem koná Lagos Photo Festival.